# UEFA U-19 여자 축구 선수권 대회

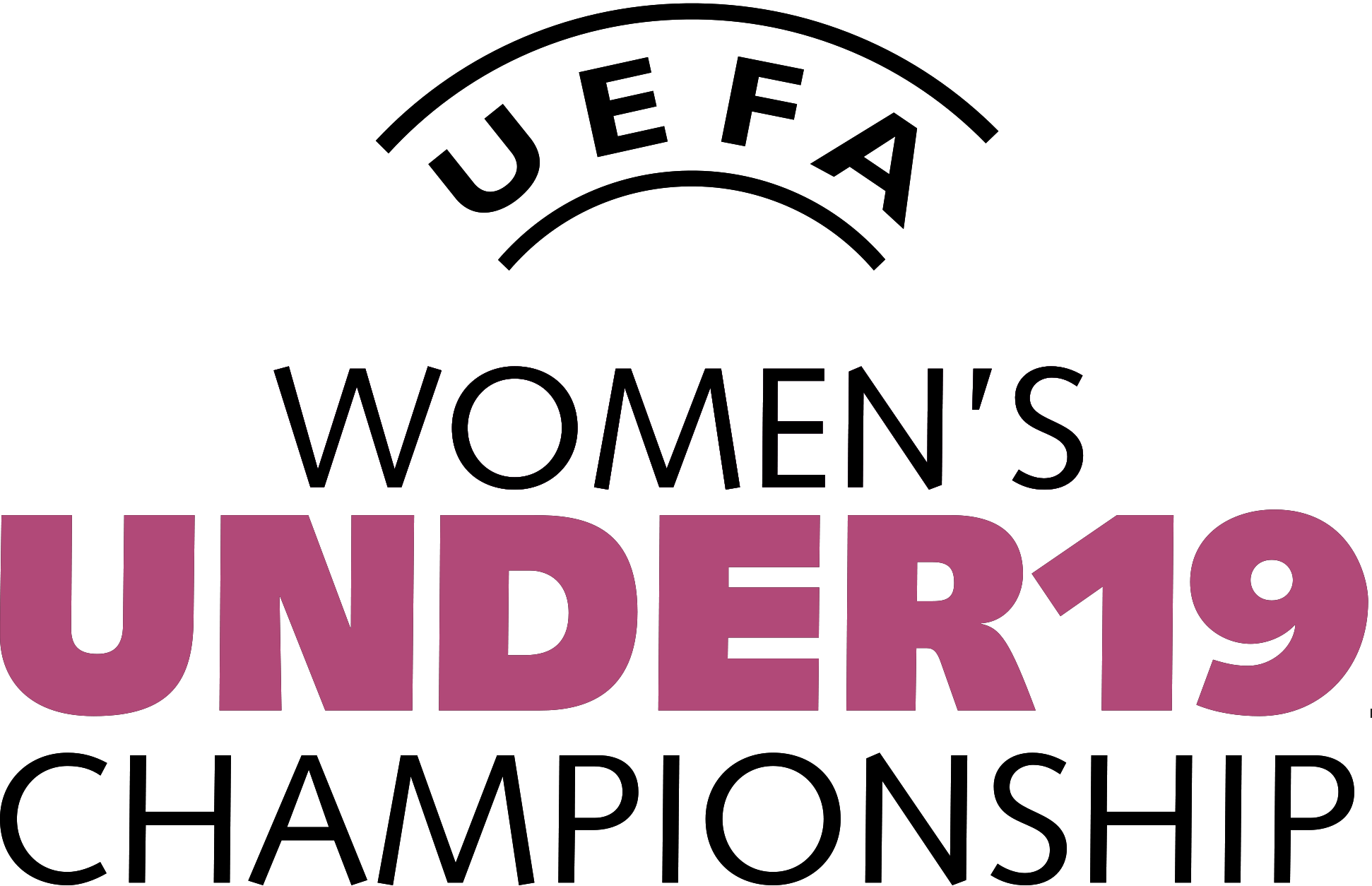

UEFA U-19 여자 축구 선수권 대회(UEFA Women's Under-19 Championship)는 유럽 축구 연맹(UEFA)이 주관하는 19세 이하 여자 축구 국가대표팀 간의 국가대항전이다. 홀수 해에 열리는 대회는 FIFA U-20 여자 월드컵의 유럽 지역 예선을 겸한다.

## 역대 대회
| 연도          | 개최국            | 우승                                   | 득점                                   | 준우승                                 | 준결승전 패배 팀                       | 준결승전 패배 팀                       | 준결승전 패배 팀                       |
| ------------- | ----------------- | -------------------------------------- | -------------------------------------- | -------------------------------------- | -------------------------------------- | -------------------------------------- | -------------------------------------- |
| 1998년 자세히 | 홈 앤 어웨이      | 덴마크                                 | 2 : 0 / 2 : 3                          | 프랑스                                 | 독일, 스웨덴                           | 독일, 스웨덴                           | 독일, 스웨덴                           |
| 연도          | 개최국            | 우승                                   | 득점                                   | 준우승                                 | 3위                                    | 득점                                   | 4위                                    |
| 1999년 자세히 | 스웨덴            | 스웨덴                                 | 리그전                                 | 독일                                   | 이탈리아                               | 리그전                                 | 노르웨이                               |
| 2000년 자세히 | 프랑스            | 독일                                   | 4 : 2                                  | 스페인                                 | 스웨덴                                 | 리그전                                 | 프랑스                                 |
| 2001년 자세히 | 노르웨이          | 독일                                   | 3 : 2                                  | 노르웨이                               | 덴마크                                 | 1 : 0                                  | 스페인                                 |
| 연도          | 개최국            | 우승                                   | 득점                                   | 준우승                                 | 준결승전 패배 팀                       | 준결승전 패배 팀                       | 준결승전 패배 팀                       |
| 2002년 자세히 | 스웨덴            | 독일                                   | 3 : 1                                  | 프랑스                                 | 덴마크, 잉글랜드                       | 덴마크, 잉글랜드                       | 덴마크, 잉글랜드                       |
| 2003년 자세히 | 독일              | 프랑스                                 | 2 : 0                                  | 노르웨이                               | 잉글랜드, 스웨덴                       | 잉글랜드, 스웨덴                       | 잉글랜드, 스웨덴                       |
| 2004년 자세히 | 핀란드            | 스페인                                 | 2 : 1                                  | 독일                                   | 이탈리아, 러시아                       | 이탈리아, 러시아                       | 이탈리아, 러시아                       |
| 2005년 자세히 | 헝가리            | 러시아                                 | 2 : 2 6 : 5 (승부차기)                 | 프랑스                                 | 핀란드, 독일                           | 핀란드, 독일                           | 핀란드, 독일                           |
| 2006년 자세히 | 스위스            | 독일                                   | 3 : 0                                  | 프랑스                                 | 덴마크, 러시아                         | 덴마크, 러시아                         | 덴마크, 러시아                         |
| 2007년 자세히 | 아이슬란드        | 독일                                   | 2 : 0 (연장)                           | 잉글랜드                               | 프랑스, 노르웨이                       | 프랑스, 노르웨이                       | 프랑스, 노르웨이                       |
| 2008년 자세히 | 프랑스            | 이탈리아                               | 1 : 0                                  | 노르웨이                               | 독일, 스웨덴                           | 독일, 스웨덴                           | 독일, 스웨덴                           |
| 2009년 자세히 | 벨라루스          | 잉글랜드                               | 2 : 0                                  | 스웨덴                                 | 프랑스, 스위스                         | 프랑스, 스위스                         | 프랑스, 스위스                         |
| 2010년 자세히 | 마케도니아 공화국 | 프랑스                                 | 2 : 1                                  | 잉글랜드                               | 독일, 네덜란드                         | 독일, 네덜란드                         | 독일, 네덜란드                         |
| 2011년 자세히 | 이탈리아          | 독일                                   | 8 : 1                                  | 노르웨이                               | 이탈리아, 스위스                       | 이탈리아, 스위스                       | 이탈리아, 스위스                       |
| 2012년 자세히 | 튀르키예          | 스웨덴                                 | 1 : 0 (연장)                           | 스페인                                 | 덴마크, 포르투갈                       | 덴마크, 포르투갈                       | 덴마크, 포르투갈                       |
| 2013년 자세히 | 웨일스            | 프랑스                                 | 2 : 0 (연장)                           | 잉글랜드                               | 핀란드, 독일                           | 핀란드, 독일                           | 핀란드, 독일                           |
| 2014년 자세히 | 노르웨이          | 네덜란드                               | 1 : 0                                  | 스페인                                 | 노르웨이, 아일랜드                     | 노르웨이, 아일랜드                     | 노르웨이, 아일랜드                     |
| 2015년 자세히 | 이스라엘          | 스웨덴                                 | 3 : 1                                  | 스페인                                 | 프랑스, 독일                           | 프랑스, 독일                           | 프랑스, 독일                           |
| 2016년 자세히 | 슬로바키아        | 프랑스                                 | 2 : 1                                  | 스페인                                 | 네덜란드, 스위스                       | 네덜란드, 스위스                       | 네덜란드, 스위스                       |
| 2017년 자세히 | 북아일랜드        | 스페인                                 | 3 : 2                                  | 프랑스                                 | 네덜란드, 독일                         | 네덜란드, 독일                         | 네덜란드, 독일                         |
| 2018년 자세히 | 스위스            | 스페인                                 | 1 : 0                                  | 독일                                   | 노르웨이, 덴마크                       | 노르웨이, 덴마크                       | 노르웨이, 덴마크                       |
| 2019년 자세히 | 스코틀랜드        | 프랑스                                 | 2 : 1                                  | 독일                                   | 스페인, 네덜란드                       | 스페인, 네덜란드                       | 스페인, 네덜란드                       |
| 2020년 자세히 | 조지아            | 코로나19 범유행의 여파로 인하여 취소됨 | 코로나19 범유행의 여파로 인하여 취소됨 | 코로나19 범유행의 여파로 인하여 취소됨 | 코로나19 범유행의 여파로 인하여 취소됨 | 코로나19 범유행의 여파로 인하여 취소됨 | 코로나19 범유행의 여파로 인하여 취소됨 |
| 2021년 자세히 | 벨라루스          | 코로나19 범유행의 여파로 인하여 취소됨 | 코로나19 범유행의 여파로 인하여 취소됨 | 코로나19 범유행의 여파로 인하여 취소됨 | 코로나19 범유행의 여파로 인하여 취소됨 | 코로나19 범유행의 여파로 인하여 취소됨 | 코로나19 범유행의 여파로 인하여 취소됨 |
| 2022년 자세히 | 체코              | 스페인                                 | 2 : 1                                  | 노르웨이                               | 스웨덴, 프랑스                         | 스웨덴, 프랑스                         | 스웨덴, 프랑스                         |
| 2023년 자세히 | 벨기에            | 스페인                                 | 0 : 0 3 : 2 (승부차기)                 | 독일                                   | 프랑스, 네덜란드                       | 프랑스, 네덜란드                       | 프랑스, 네덜란드                       |
| 2024년 자세히 | 리투아니아        | 스페인                                 | 2 : 1 (연장)                           | 네덜란드                               | 잉글랜드, 프랑스                       | 잉글랜드, 프랑스                       | 잉글랜드, 프랑스                       |

## 같이 보기
- UEFA U-19 축구 선수권 대회